# Schorawka
Schorawka (ukrainisch und russisch Жоравка) ist ein Dorf im Osten der ukrainischen Oblast Kiew mit etwa 465 Einwohnern (2023).

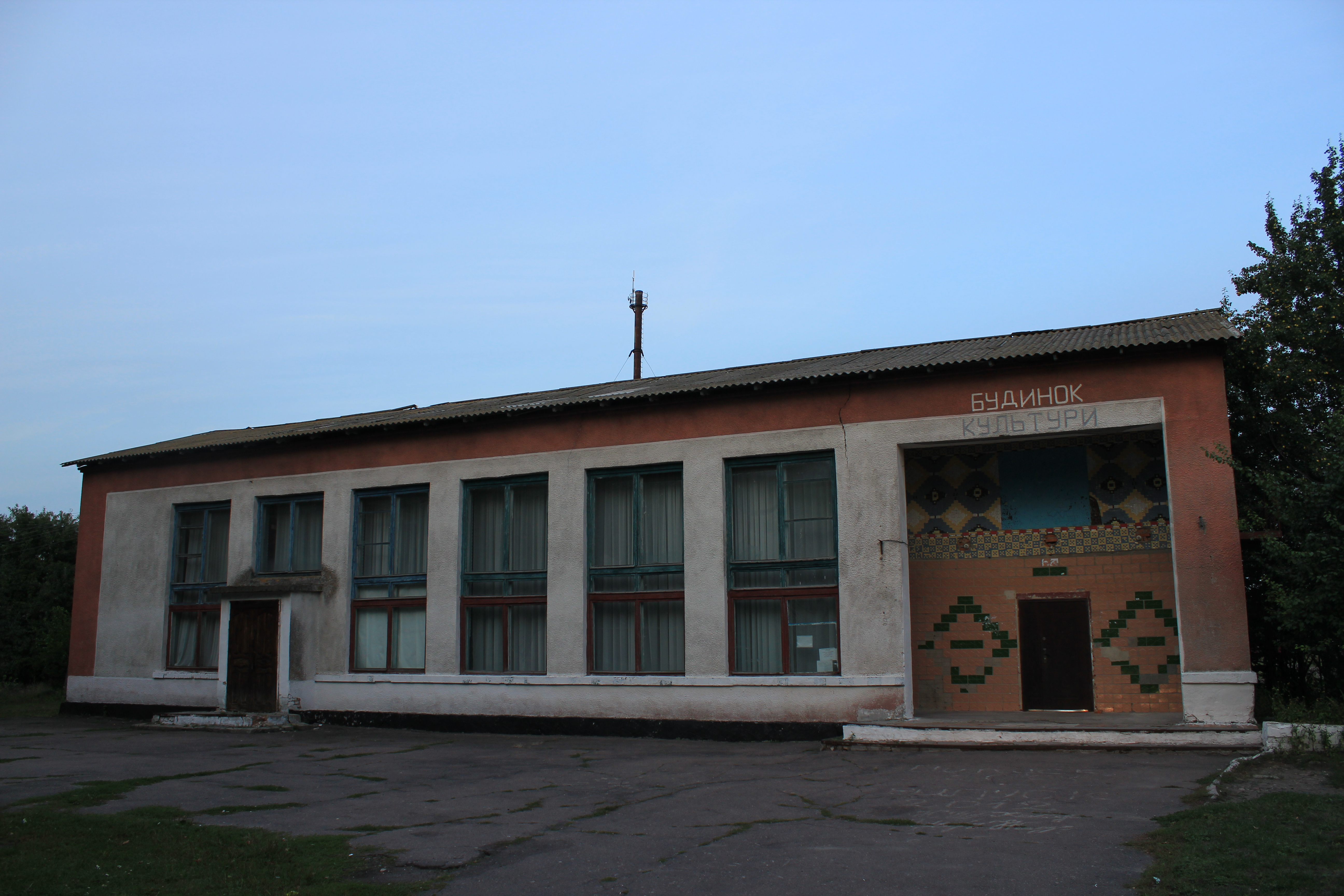
Haus der Kultur in Schorawka

Das erstmals 1714 schriftlich erwähnte Dorf liegt auf einer Höhe von 124 m an Mündung des hier angestauten Schorawske Osero (Жоравське Озеро) in die Orschyzja (Оржиця), einem 29 km langen, rechten Nebenfluss der Sula. Schorawka befindet sich nahe der Grenze zur Oblast Poltawa 23 km östlich vom ehemaligen Rajonzentrum Jahotyn und 125 km östlich vom Oblastzentrum Kiew. Durch das Dorf verläuft die Territorialstraße T–10–18. Sechs Kilometer südlich vom Dorf verläuft die Fernstraße M 03/ E 40.
Am 12. Juni 2020 wurde dad Dorf ein Teil der neugegründeten Stadtgemeinde Jahotyn, bis dahin bildete es zusammen mit dem Dorf Lebediwka (Лебедівка) die gleichnamige Landratsgemeinde Schorawka (Жоравська сільська рада/Schorawska silska rada) im Osten des Rajons Jahotyn.
Am 17. Juli 2020 kam es im Zuge einer großen Rajonsreform zum Anschluss des Rajonsgebietes an den Rajon Boryspil.

## Söhne und Töchter der Ortschaft
- Wassyl Kosubenko (Василь Овсійович Козубенко; 1899–1971), sowjetisch-ukrainischer Agrarwissenschaftler und Pflanzenzüchter